# Сін Йон Рок
У цьому корейському імені прізвище (Сін) стоїть перед особовим ім'ям.
Сін Йон Рок (кор. 신영록, 辛泳錄, нар. 27 березня 1987, Сеул) — південнокорейський футболіст, що грав на позиції нападника.
Виступав, зокрема, за клуби «Сувон Самсунг Блювінгз» та «Бурсаспор», а також національну збірну Південної Кореї.

## Клубна кар'єра
У дорослому футболі дебютував 2003 року виступами за команду «Сувон Самсунг Блювінгз», в якій провів шість сезонів, взявши участь у 39 матчах чемпіонату і двічі, у 2004 та 2008 роках ставав чемпіоном країни. 
На початку 2009 року Сін перейшов до турецького «Бурсаспора», де швидко став основним гравцем і забив 6 м'ячів у 24 матчах, однак 9 жовтня 2009 року він залишив команду з Бурси і повернувся до Кореї через невиплату зарплати. У кінці 2009 року він підписав контракт з російською «Томю», але клуб не зміг його заявити в зв'язку з проблемою з трансферним листом через апеляції турецького клубу. В результаті 28 квітня було оголошено, що нападник залишив розташування «Томі» і повернувся на батьківщину, знову ставши гравцем клубу «Сувон Самсунг Блювінгз», з яким того ж року виграв Кубок Південної Кореї.
28 січня 2011 року Сін перейшов до «Чеджу Юнайтед». 8 травня 2011 року наприкінці гри проти «Тегу» футболіст впав на поле і переніс серцевий напад. Медичний персонал негайно надав на місці серцево-легеневу реанімацію. Як тільки він знову почав дихати, його швидко відвезли до місцевої лікарні, де він залишався без свідомості. Після 50 днів перебування в комі він прокинувся і був переведений до лікарні в Сеулі, де отримав подальшу діагностику та лікування.

## Виступи за збірні
2002 року дебютував у складі юнацької збірної Південної Кореї (U-17), з якою був учасником юнацького чемпіонату світу 2003 року у Фінляндії, де його команда не вийшла з групи. Загалом на юнацькому рівні взяв участь у 2 іграх.
Протягом 2004–2007 років залучався до молодіжної збірної Південної Кореї, у складі якої був учасником молодіжних чемпіонатів світу 2005 та 2007 років, забивши один і два голи відповідно, але на обох «мундіалях» його команда не подолала груповий бар'єр. Всього на молодіжному рівні зіграв у 43 офіційних матчах, забив 23 голи.
2008 року захищав кольори олімпійської збірної Південної Кореї на футбольному турнірі Олімпійських ігор 2008 року у Пекіні.
5 вересня 2008 року дебютував в офіційних матчах у складі національної збірної Південної Кореї в товариській грі проти Йорданії (1:0). У наступному місяці Сін зіграв за збірну ще два товариських матчі, після чого більше за неї не грав.

## Статистика виступів

### Клубна
| Клуб           | Клуб                     | Клуб           | Чемпіонат | Чемпіонат | Кубок | Кубок | Кубок ліги | Кубок ліги | Міжнародні | Міжнародні | Всього | Всього |
| Сезон          | Клуб                     | Ліга           | Ігор      | Голів     | Ігор  | Голів | Ігор       | Голів      | Ігор       | Голів      | Ігор   | Голів  |
| Південна Корея | Південна Корея           | Південна Корея | Чемпіонат | Чемпіонат | Кубок | Кубок | Кубок ліги | Кубок ліги | АФК        | АФК        | Всього | Всього |
| -------------- | ------------------------ | -------------- | --------- | --------- | ----- | ----- | ---------- | ---------- | ---------- | ---------- | ------ | ------ |
| 2003           | «Сувон Самсунг Блювінгз» | К-Ліга         | 3         | 0         | 0     | 0     | -          | -          | -          | -          | 3      | 0      |
| 2004           | «Сувон Самсунг Блювінгз» | К-Ліга         | 1         | 0         | 2     | 0     | 5          | 0          | -          | -          | 8      | 0      |
| 2005           | «Сувон Самсунг Блювінгз» | К-Ліга         | 6         | 1         | 0     | 0     | 1          | 0          | 1          | 0          | 8      | 1      |
| 2006           | «Сувон Самсунг Блювінгз» | К-Ліга         | 8         | 1         | 4     | 0     | 4          | 1          | -          | -          | 16     | 2      |
| 2007           | «Сувон Самсунг Блювінгз» | К-Ліга         | 3         | 2         | 1     | 0     | 0          | 0          | -          | -          | 4      | 2      |
| 2008           | «Сувон Самсунг Блювінгз» | К-Ліга         | 18        | 6         | 2     | 0     | 5          | 1          | -          | -          | 25     | 7      |
| Туреччина      | Туреччина                | Туреччина      | Чемпіонат | Чемпіонат | Кубок | Кубок | Кубок ліги | Кубок ліги | УЄФА       | УЄФА       | Всього | Всього |
| 2008–09        | «Бурсаспор»              | Суперліга      | 17        | 4         | 1     | 0     | -          | -          | -          | -          | 18     | 4      |
| 2009–10        | «Бурсаспор»              | Суперліга      | 7         | 2         | 0     | 0     | -          | -          | -          | -          | 7      | 2      |
| Південна Корея | Південна Корея           | Південна Корея | Чемпіонат | Чемпіонат | Кубок | Кубок | Кубок ліги | Кубок ліги | АФК        | АФК        | Всього | Всього |
| 2010           | «Сувон Самсунг Блювінгз» | К-Ліга         | 8         | 3         | 3     | 0     | 1          | 0          | 2          | 0          | 14     | 3      |
| 2011           | «Чеджу Юнайтед»          | К-Ліга         | 8         | 0         | 0     | 0     | 0          | 0          | 4          | 2          | 12     | 2      |
| Країна         | Південна Корея           | Південна Корея | 55        | 13        | 12    | 0     | 16         | 2          | 7          | 2          | 90     | 17     |
| Країна         | Туреччина                | Туреччина      | 24        | 6         | 1     | 0     | -          | -          | -          | -          | 25     | 6      |
| Всього         | Всього                   | Всього         | 79        | 19        | 13    | 0     | 16         | 2          | 7          | 2          | 115    | 23     |

### Статистика виступів за збірну
| Дата       | Місто | Господарі      | Результат | Гості      | Турнір            | Голи | Примітки |
| ---------- | ----- | -------------- | --------- | ---------- | ----------------- | ---- | -------- |
| 5-9-2008   | Сеул  | Південна Корея | 1 – 0     | Йорданія   | товариський матч  | -    | 46' 88'  |
| 11-10-2008 | Сувон | Південна Корея | 3 – 0     | Узбекистан | товариський матч  | -    | 56'      |
| 15-10-2008 | Сеул  | Південна Корея | 4 – 1     | ОАЕ        | Відбір до ЧС 2010 | -    | 88'      |
| Усього     |       | Матчів         | 3         |            | Голів             | 0    |          |

## Досягнення
- Переможець Юнацького (U-17) кубка Азії: 2002
- Переможець Юнацького (U-19) кубка Азії: 2004

Сувон Самсунг Блювінгз
- К-Ліга: 2004, 2008
- Кубок Південної Кореї: 2010
- Кубок південнокорейської ліги: 2005, 2008
- Суперкубок Південної Кореї: 2005